# Міздряний клей

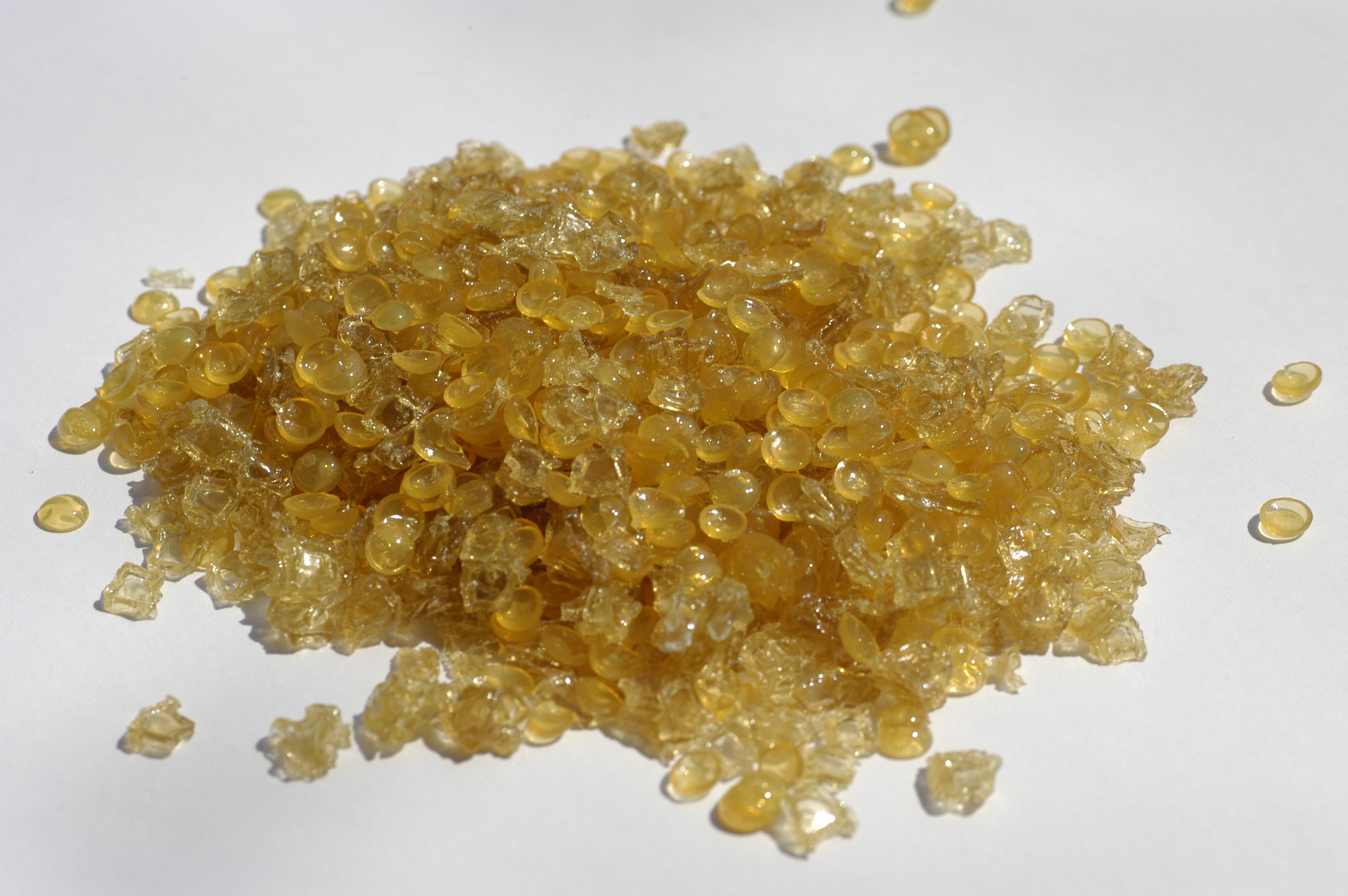
Тваринний клей в гранулах

Міздря́ний клей, міздрови́й клей — клей тваринного походження, який створюється шляхом тривалого кип'ятіння сполучної тканини відходів тваринництва (в тому числі кроликів і риби). Основною сировиною є так звана міздря́ — шар підшкірної клітковини.
Ці клеї колоїдних білків формуються за рахунок гідролізу колагену зі шкіри, кісток, сухожилля та інших тканин, і є схожим на желатин. Саме слово «колаген» походить від грец. κόλλα, «колла», що означає «клей». Ці білки утворюють молекулярний зв'язок з клеєним об'єктом.

## Історія
Близько 5000 років тому єгиптяни використовували міздряний клей. У Стародавньому Єгипті було виявлено не тільки клеєні предмети меблів, а й збереглися написи і залишки клею. Також збереглися настінні розписи, які зображають використання клею в столярних майстернях, наприклад, у гробниці префекта Рекхамара з Фів (близько 1475 до н. е.), або в гробниці Небанона Іпукі (начальника скульпторів Фів). Існують докази того, що шумери також використовували цей клей (раніш, ніж єгиптяни).
Греки: Гомер згадує використання клею в своїх віршах. Пізніше, описав грецький філософ Теофраст (371—286 до н. е.) у своїй «Історії рослин», склеюванням деревини.
Римляни: Пліній Старший у своїй «Природничій історії» описує різні клеї та їхнє виробництво.
У Середні віки знайшли рукописи, з доповідями про виробництво клею, наприклад, рукопис монаха-бенедиктинця Феофіла Пресвітера з 11-12 ст. в «Знесення різних мистецтв».

## Типи і види використання

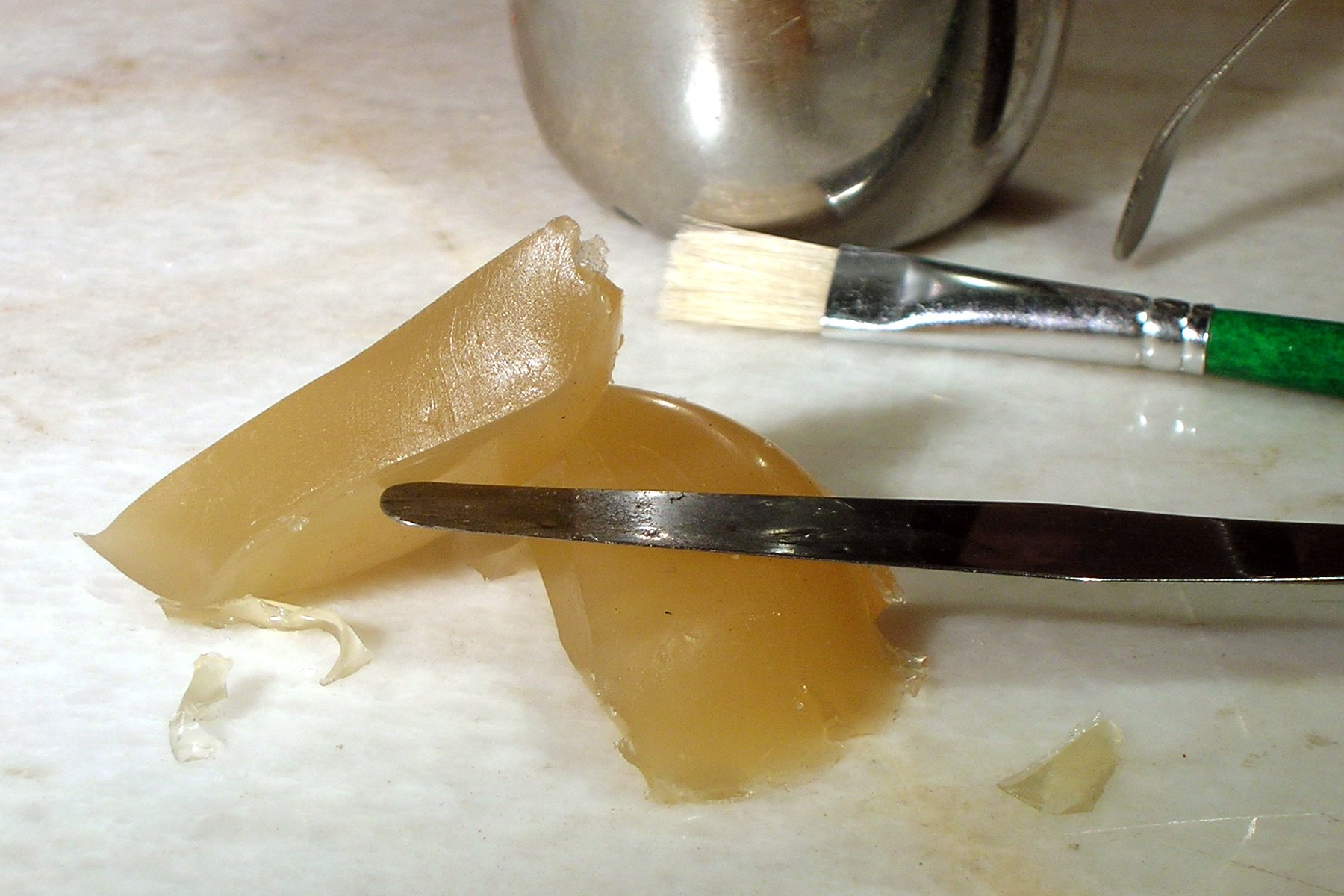
Приготований клей, охолоджений до кімнатної температури

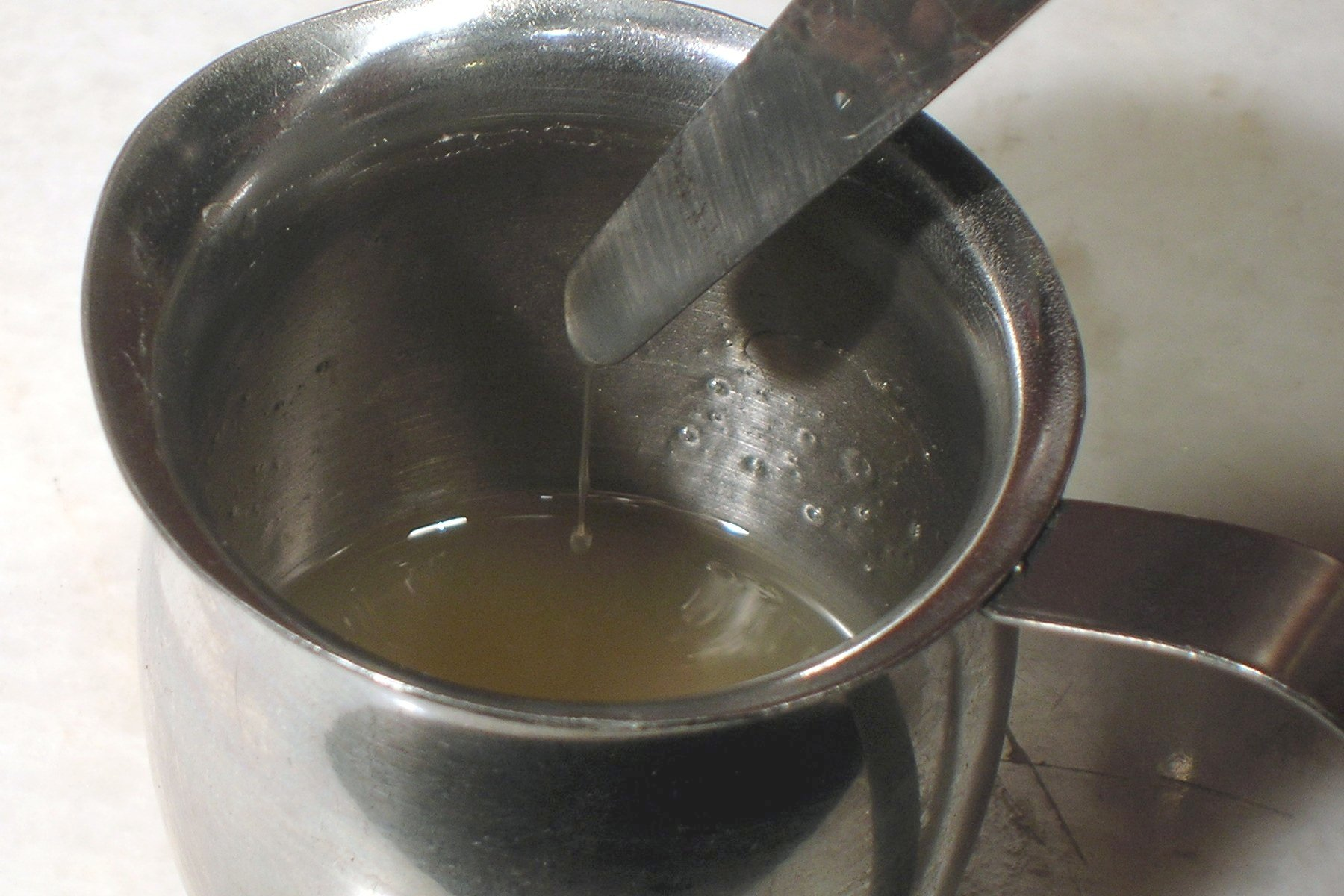
Гарячий клей

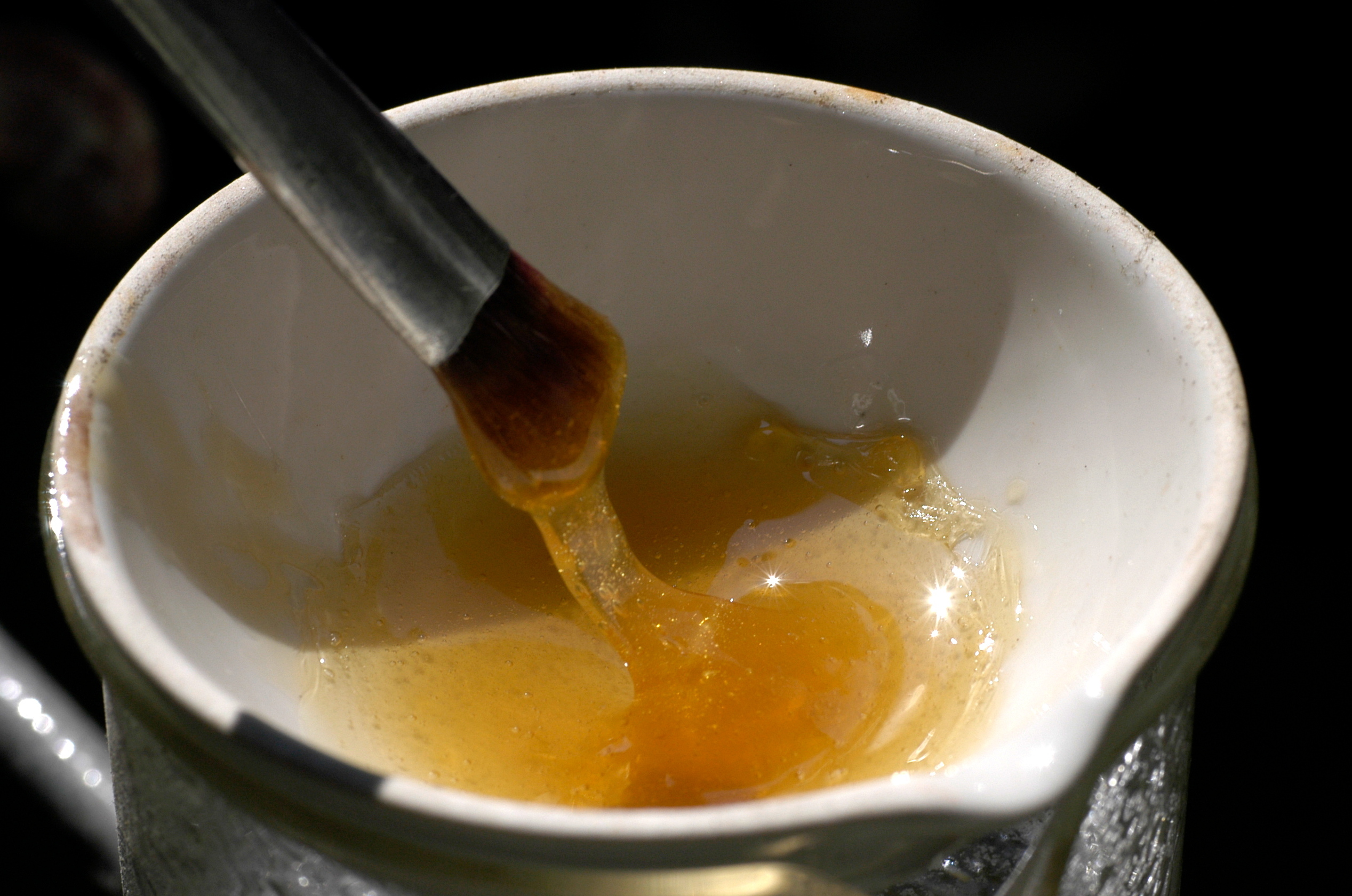
Рідкий клей

Тваринний клей найпоширеніший в деревообробній промисловості клей, який використовувався протягом тисяч років до появи синтетичних клеїв, таких як полівінілацетат (клей ПВА) та інші смоляних клеїв в 20 столітті. Сьогодні він використовується в основному скрипковими майстрами, при виробництві труб органів, ремонті фортепіано, при реставрації антикваріату.
Клей має ряд переваг і недоліків в порівнянні з іншими клеями. Клей наноситься гарячим. Як правило, наноситься пензлем або шпателем. При роботі з клеєм, він весь час залишається гарячим. Для цього використовують підігрів банок з клеєм електричним способом, в пароварці, або просто на водяній бані: «каструля в каструлю» (для швидкого і неодноразового повторення цієї процедури).
Клей може бути у вигляді гранул, пластівців або плоских листів, які мають невизначений термін зберігання, якщо їх зберігати в сухому місці. Він розчиняється у воді, нагрітій, як правило, близько 60 °C (140 °F). Більш високі температури швидко знищують адгезивні властивості міздрового клею. При охолодженні, міздровий клей швидко перетворюється в гель. При кімнатній температурі, підготовлений міздровий клей має консистенцію жорсткого желатину, який, по суті є аналогічного складу. Всі клеї мають обмежений час, коли клей залишається рідким і працездатним. Склеювання об'єктів після цього терміну призводить до слабкого зв'язку. Цей період, як правило, становить хвилину або менше. На практиці це часто означає необхідність того, щоб склеювані частини були теплими, і склеювання проводилось у дуже теплій кімнаті, хоча цими умовами можна нехтувати, якщо клей і операція затискання може бути проведена швидко, а притиснуті один до одного склеювані об'єкти затиснути зі затискачами — бажано на 24 години.
Надлишок клею можна зберігати в морозильнику, щоб запобігти псуванню від розвитку мікроорганізмів.

## Виробництво
Шкури (чи сировину) вимочують у воді. Потім обробляють вапном для знежирення. Після цього шкури промивають для видалення вапна, і будь-які його залишки нейтралізують промиванням в слабкому розчині кислоти. Шкури нагрівають у воді, ретельно контролюючи температуру в межах близько 70 градусів за Цельсієм. Звільнюються колагени. Утворений клей-ліквор потім відсмоктується. Після цього доливають більше води, і процес повторюють підвищивши температуру. Клей-ліквор сушать і відколюють в гранули. У торгівлю поступає у вигляді пластин, листів або як грубий порошок.

## Властивості
Значними недоліками міздрового клею є його теплові обмеження, короткий час застосування приготованого клею, погані заповнюючі властивості та вразливість до мікроорганізмів. Ці недоліки компенсуються рядом переваг: клейові з'єднання виглядають прихованими, є оборотними для ремонту (для успішного ремонту вимагається видалення старого клею з клеєного матеріалу). Нещодавні клейові з'єднання можна легко розпустити із застосуванням тепла і пари.
Наприклад, інструменти скрипкової сім'ї вимагають періодичного розбирання для ремонту і технічного обслуговування. Таким чином клей видаляється часто без значних збитків для дерева.
Приготований і охолоджений до загустіння клей відновлює свої робочі властивості (консистенцію) після нагрівання.

## Клей з кролячої шкіри
Клей з кролячої шкіри є гнучкішим у сухому стані, ніж звичайні тваринні клеї. Він використовується для шліхтування (калібрування) або ґрунтування художніх полотен під олійні фарби. Він також використовується в палітурних роботах і як компонент деяких рецептів для гіпсових сумішей. Цей клей має світліший колір, ніж кістковий клей. Клей (часто з додаванням цукру) протягом тривалого часу використовувався на поштових марках.

## Риб'ячий клей
Клей з риб'ячої луски і кісток використовувався як недорога сполучна речовина для різних пігментів і додавався в штукатурку. Риб'ячий клей затримує застигання гіпсу, що дає більше часу на його обробку.

## Техніка використання
1. Сухий клей замочити від 5 до 20 г клею в 100 мл води протягом 24 годин. Або приблизно в такій же кількості води. Через кілька годин замочування клей набухає.
2. додати добавки (CaCO3, наприклад).
3. нагріти у водяній бані до температури 50-65 °C. (Занадто висока температура руйнує клей). Клей набуде в'язкості сиропу або еквівалента рідкого меду. (Добре зарекомендувало себе обережне! нагрівання в мікрохвильовій печі)
4. швидко застосувати (охолоджений клей можна підігріти і використовувати пізніше.)
5. Зтискування зклеюваних деталей. Досвід показує, що зтискування становить близько 30 хвилин. Потім склеєні шматки не повинні бути задіяні у використанні до закінчення 24 годинного терміну після склеювання.

Добавки:
- Додавання біхромату калію робить тваринний клей водонепроникний після тривалого впливу світла.
- Невелике додавання аскорбінової або саліцилової кислоти, або кілька крапель гвоздичної олії, або олії лаванди, використовують як консервант.
- Додавання формальдегіду (отруйний!) або інших речовин (10 % у розрахунку на суху вагу клею) кістковий клей робить водонепроникним після затвердіння.
- Додавання багатоатомних спиртів, цукру, гліцерину, призводить до зміни еластичності[9]
- Додавання 5 % концентрованої оцтової кислоти подовжить термін використання клею навіть при нижчій температурі.

Додавання гліцерину може пом'якшити клей. Однак він може вступати в реакцію з іншими добавками, які змінюють якість склеювання.
Щітка для клею повинна мати затискачі з нержавіючої сталі або пов'язаних металів.
Час зберігання в сухому, прохолодному і сухому місці практично необмежений. Охолоджений залишок клею повинен зберігатися в холодному (наприклад, заморожений у холодильнику) місці.